# Черкаський бір

Схематичне розташування

Черка́ський бір — лісовий масив, що розташований на північно-західній та північній околиці міста Черкаси в Центрі Україні, є відомим пристеповим бором. Ліс утворився ще за часів дольодовикової епохи. Зараз це найбільший в Україні сосновий масив природного походження, який зберігся на південній межі ареалу сосни звичайної.

## Історія

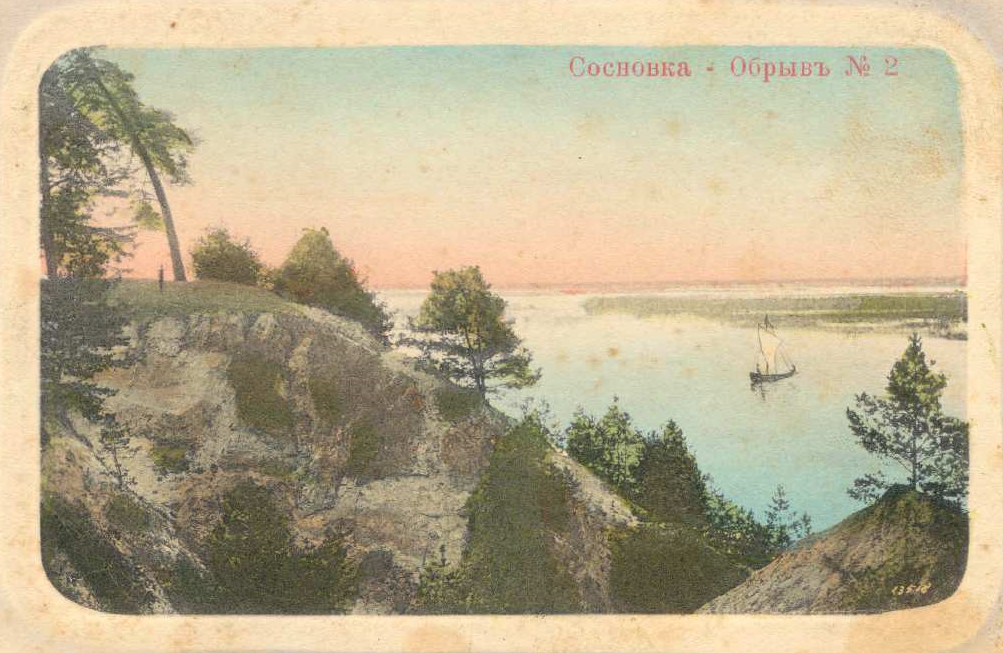
Соснівка. 1910 рік

На початку XIX століття бір мав назву «Лісова дача» і був приписаний до військових поселень Катеринославської та Херсонської губерній. Південно-західна частина бору виділялась для потреб Чорноморського флоту і називалась «Корабельний гай».

## Природа

### Розташування
Черкаський бір має площу 28,5 тисяч гектарів, а разом з Ірдинським болотом та Мошногірським кряжем становить 41,7 тисячі гектарів.
Рельєф тут переважно рівнинний з невеликими піщаними пагорбами та пониженнями (подами).
Ґрунти — бідні на гумус дерново-слабопідзолисті, але які є найсприятливішими для зростання соснових та дубово-соснових лісів.

### Флора та фауна

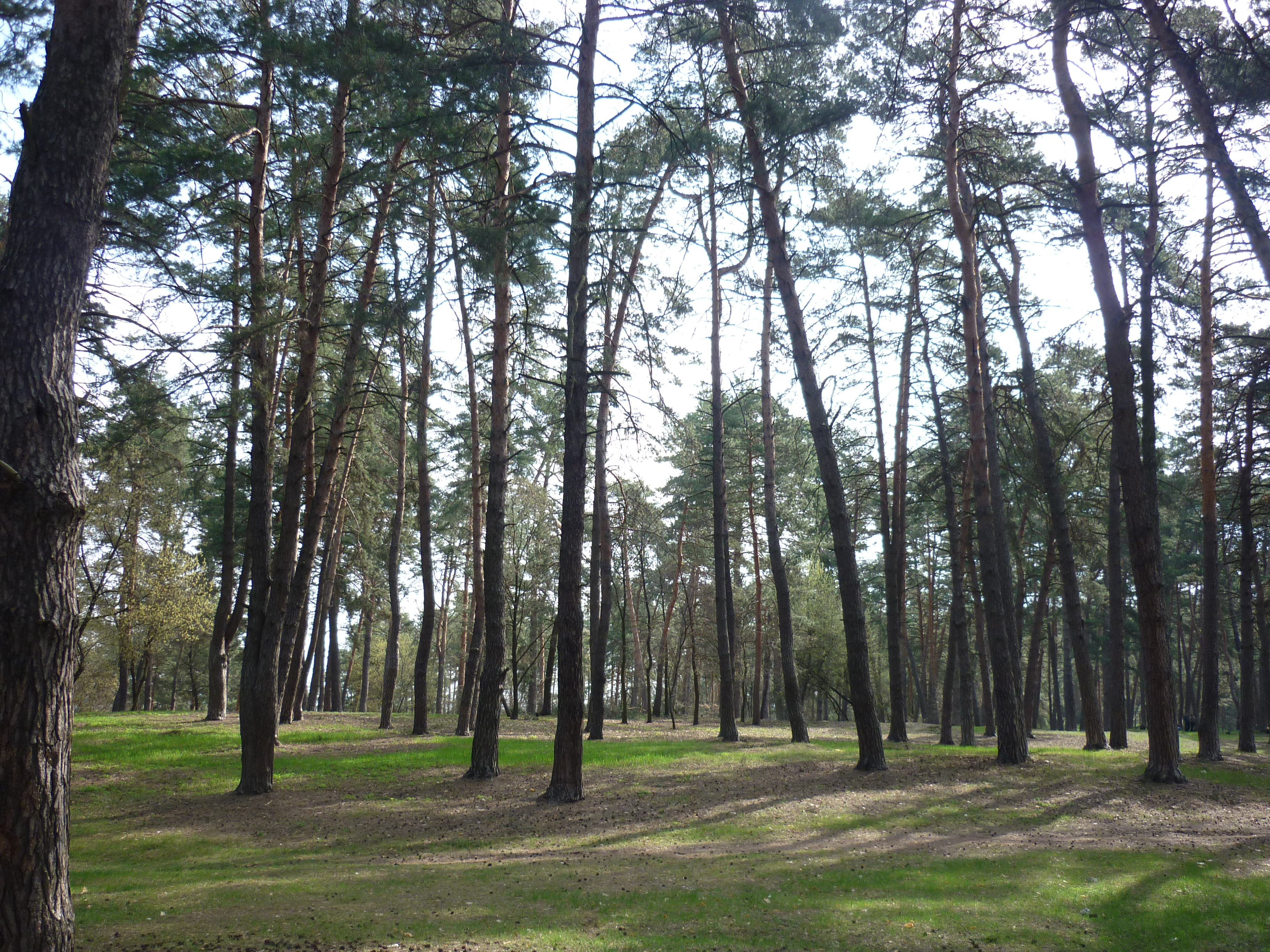
Черкаський бір

Всього флора Черкаського бору нараховує близько 800 видів вищих рослин, з яких 18 занесено до Червоної книги України. Тут переважають соснові та дубово-соснові ліси, що мають дво- і чотириярусну будову. Перший ярус, висотою — 24—28 м, займає сосна звичайна (до 65% від усіх деревних порід). Другий ярус — 15—20 м — дуб черешчатий, граб звичайний, клен ясенеподібний та гостролистий, липа серцелиста, трохи рідше — береза поникла. Чагарниковий третій ярус в більшості не розвивається, однак місцями досягає висоти 2 м. На місці пожеж проростає бузина чорна та глід кривочашечковий. У складі підліску (четвертий ярус) — бузина червона, клен татарський, горобина звичайна. З нижчих чагарників — зіновать руська та дрік красильний. Трав'яний покрив складають світлолюбиві види — куничник наземний, польовиця тонка, орляк звичайний, конвалія травнева. Звичайними видами є сон-трава чорніюча, дзвоники круглолисті, дібровник звичайний, перстач піщаний та сріблястий, віхолка гілляста, герань криваво-червона, гвоздика дельтовидна, чебрець дніпровський, ковила дніпровська, чистотіл, розрив-трава, пирій, костриця лучна, підмаренник справжній, суниці лісові, нечуй-вітер волохатий, деревій звичайний, іноді — верес звичайний та зимолюбка зонтична. Тут зустрічається рідкісний вид — вовчі ягоди пахучі. До Червоної книги занесені такі види — любка дволиста, зозулинець болотяний, сон чорніючий, сльози яйцелисті, цибуля ведмежа, булатка червона, ковила дніпровська, підсніжник звичайний, папороть лісова.
В системі зоогеографічного районування Черкаський бір відноситься до Центрального лісостепового зоогеографічного округу правобережжя Дніпра. 
Тут водяться свиня дика, сарна європейська, лисиця руда, заєць сірий, куниця лісова, вивірка лісова, бобер європейський. З рідкісних ссавців тут зустрічаються, рясоніжка мала, мишівка степова, тхір степовий, борсук європейський, норка європейська, лось звичайний. З чужорідних видів відмічені єнот уссурійський та ондатра. Тут були акліматизовані плямисті олені та благородні олені. 
З птахів поширені лісові види: жовтобровий та весняний вівчарики, зяблики, синиця велика, дрізд чорний, сова сіра, дятел великий строкатий та інші. 
Багато в Черкаському бору плазунів (черепаха болотяна, веретільниця, ящірка зелена, вуж звичайний, гадюка звичайна), земноводних (тритон звичайний та гребінчастий, ропуха сіра, квакша) та комах.

## Використання

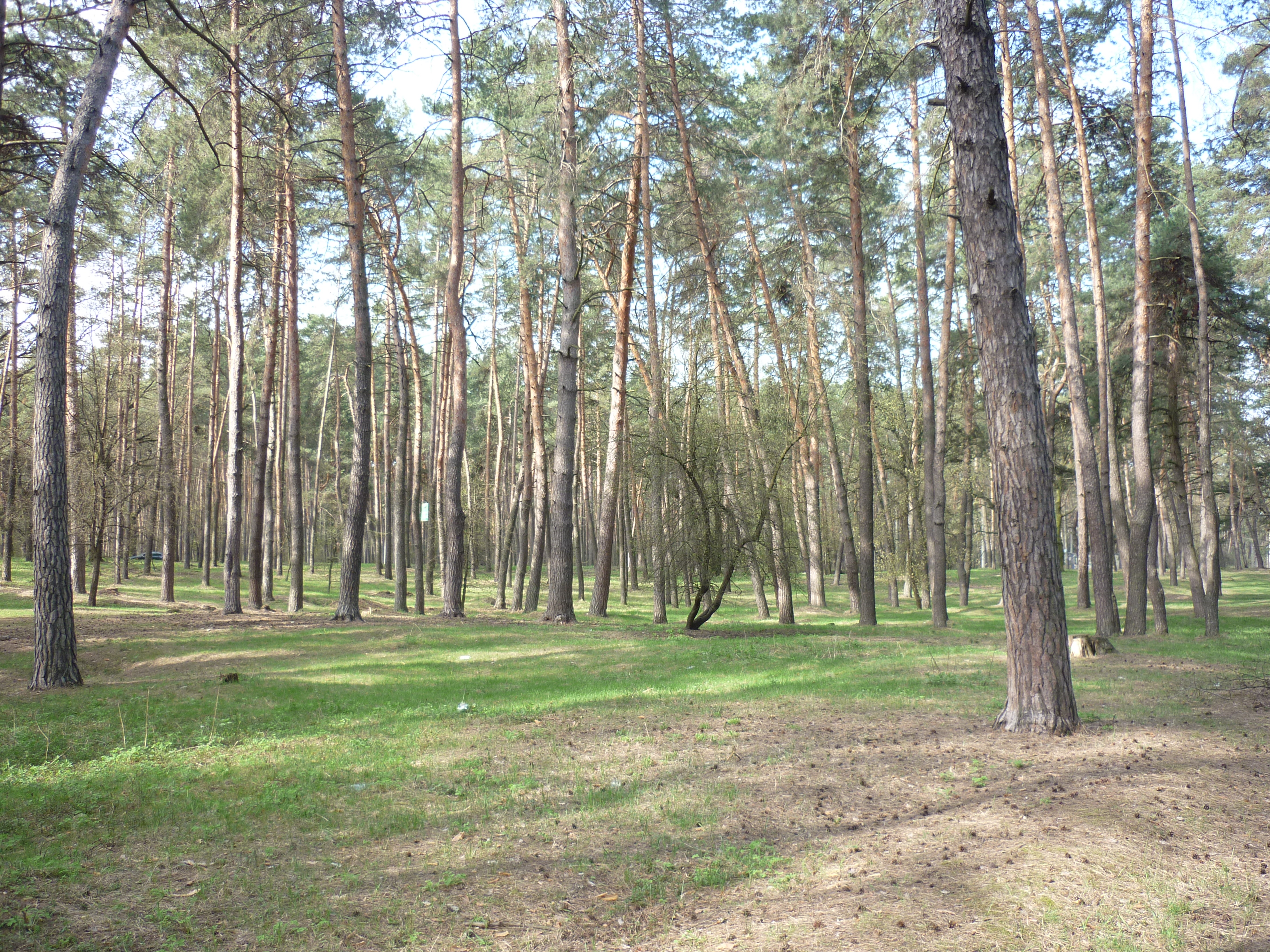
Черкаський бір

Головне значення Черкаського бору полягає в його рекреаційних ресурсах. Він служить місцем відпочинку для мешканців Черкас та гостей міста. За радянських часів на території бору знаходився великий санаторний комплекс для вищих чинів радянської влади. Зараз ця будівля напівзруйнована. На сьогодні в лісовому масиві знаходяться декілька санаторно-лікувальних баз та центрів відпочинку. Найвідомішою частиною Черкаського бору є Соснівка — мікрорайон Черкас, який розміщений на піщаній терасі Дніпра.
В межах Черкаського бору розташовано багато баз відпочинку та санаторіїв. На прибережних ділянках Свидівського лісогосподарства на площі в 50 га розкинулись корпуси санаторію «Світанок», в мікрорайоні Соснівка знаходиться великий санаторій «Україна», а в районі села Мошни — Мошногірський санаторій. У Черкаському бору, що безпосередньо прилягає до берега Дніпра, знаходиться база відпочинку «Сокирне».
Черкаський бір є також джерелом лікарської сировини, служить базою для розвитку бджільництва, має велике ландшафтно-архітектурне та естетичне значення. Лісові насадження бору мають велике природоохоронне значення. Вони покривають піщані тераси правого берега Дніпра, запобігають руху та здування пісків, змиву та розмиву ґрунту. Ліси прибережної смуги регулюють поверхневий стік атмосферних вод, захищають береги Кременчуцького водосховища на Дніпрі від розмивання. Масив покращує мікроклімат прилеглих територій, сприяє збереженню малих річок та підвищенню врожаїв сільськогосподарських культур.

## Охорона
У складі Черкаського бору є 23 об'єкти природно-заповідного фонду на загальній площі 2 169 га (в тому числі Русько-Полянський ботанічний заказник — загальнодержавного значення) — 6 заказників (Дахнівський, Мошногірський, Русько-Полянський приболотний), 14 пам'яток природи (Мошенська діброва, високопродуктивне насадження сосни в Дахнівці, лісове насадження вікових дубів у Свидівку, лісове насадження вільхи з дубом у Свидівку, плантація бархату амурського біля села Мошни, сосна «Відьмина мітла» в Дубіївці, шестистовбурне дерево дуба на території звірогосподарства, підземне джерело в Мошнах, ландшафтне насадження вікової сосни «Соснівка» в Черкасах) та 3 парки-пам'ятки садово-паркового мистецтва.

## Проблеми
Екологічний стан бору за останні десятиріччя значно погіршився, попри те, що деяка частина його охороняється. Проведені дослідження місцевих природоохоронних організацій показали, що лісові насадження в радіусі 20—30 км від промислової зони міста зазнали негативного аерогенного впливу. В лісах проводяться санітарно-оздоровчі заходи, які іноді приводять до спрощення структури деревостанів. Цьому сприяє також зміна ґрунтово-гідрологічних умов, часті лісові пожежі, рекреаційне навантаження. Щорічно в межах Черкаського бору проводяться рубки лісу в розмірі 12,3 тисячі м³, що веде до зменшення корінних деревостанів.
Частина Черкаського бору віддана під військовий полігон, а частина — під міське сміттєзвалище. Сьогодні постає питання про організацію національного природного парку «Черкаський бір» площею в 16,25 тисячі га. До включення в національний парк пропонується площа, яку можна розділити на три кластери:
- Черкаський (Сосновий) бір — 8 тис. га;
- Ірдинське болото — 5,5 тис. га;
- Мошногірський кряж — 2,75 тис. га.

Створення Національного природного парку "Черкаський бір" передбачається Постановою Верховної Ради України "Про програму перспективного розвитку заповідної справи в Україні" (1994), Законом України "Про Загальнодержавну програму формування екомережі України на 2000-2015 рр" (2000).